# Circumstance
Circumstance (en persa: شرایط‎ Šar'ayet) (en francés: En secret) es una película dramática producida entre Irán, Francia y Estados Unidos, dirigida por Maryam Keshavarz y protagonizada por Nikohl Boosheri, Sarah Kazemy y Reza Sixo Safai. Filmada en su totalidad en el Líbano, explora la homosexualidad en Irán.

## Sinopsis
Atafeh (Nikohl Boosheri) es la hija adolescente de una familia iraní adinerada en Teherán. Ella y su mejor amiga, la huérfana Shireen (Sarah Kazemy) asisten a fiestas ilícitas y experimentan con el sexo, la bebida y las drogas. El hermano de Atafeh, Mehran (Reza Sixo Safai) es un drogadicto en recuperación que se vuelve cada vez más religioso y obsesionado con Shireen, coincidiendo con el colapso de su relación que alguna vez fue fuerte con su hermana.

## Reparto
- Nikohl Boosheri es Atafeh Hakimi.
- Sarah Kazemy es Shireen Arshadi.
- Reza Sixo Safai es Mehran Hakimi.
- Soheil Parsa es Firouz Hakimi.
- Nasrin Pakkho es Azar Hakimi.
- Amir Barghashi es Mohammed Mehdi.

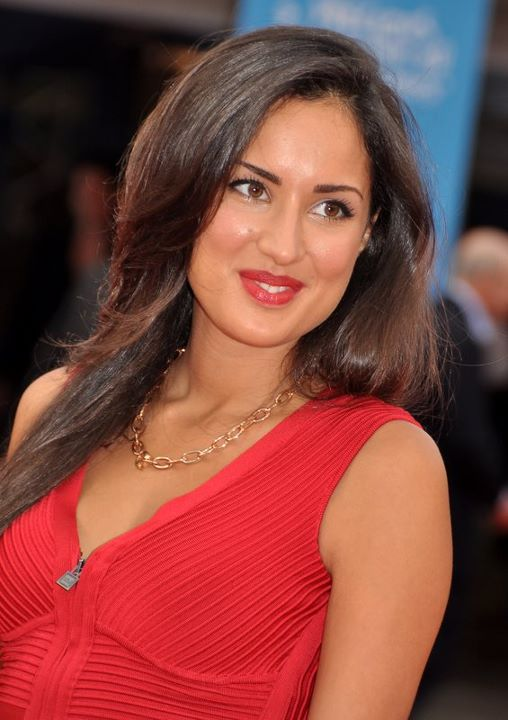
La actriz francesa Sarah Kazemy interpreta el papel de Shireen en la película.

- Fariborz Daftari es la tía de Shireen.
- Keon Alexander es Joey.
- Amir Hossein Soleimani es Payam.
- Siro Fazlian es la abuela de Shireen.
- Sina Amedson es Hossein.
- Elie Njeim es el expendedor de drogas.
- Joseph Fadel es el taxista.
- Milad Hadchiti es Yusef.
- Ghina Daou es la chica en la fiesta.

## Recepción
La película recibió en general buenas críticas de parte de la prensa especializada y fue bien recibida por las audiencias. Cuenta con un 86% de índice de audiencia aprobatorio en la página de Internet Rotten Tomatoes). El consenso de la crítica afirma: "Circumstance es una mirada perspicaz y sugerente de la cultura juvenil iraní".
Desde su estreno, tanto la película como la directora Maryam Keshavarz fueron vetadas en Irán.

## Premios y reconocimientos

### Galardones destacados
| Premio                                   | Categoría                  | Resultado |
| ---------------------------------------- | -------------------------- | --------- |
| Chéries-Chéris                           | Mejor actor                | Ganador   |
| Chéries-Chéris                           | Grand Prize Chéries-Chéris | Nominado  |
| Festival de Cine de Deauville            | Grand Special Prize        | Nominado  |
| L.A. Outfest                             | Premio de la audiencia     | Ganador   |
| L.A. Outfest                             | Premio del jurado          | Ganador   |
| Motion Picture Sound Editors             | Mejor sonido               | Nominado  |
| Festival de Cine de Roma                 | Talento emergente          | Ganador   |
| Paris Lesbian and Feminist Film Festival | Premio de la audiencia     | Ganador   |
| Paris Lesbian and Feminist Film Festival | Premio Têtue               | Ganador   |
| Festival de Cine de Valladolid           | Mejor película             | Ganador   |